# جيمس فراي
جيمس فراي (بالإنجليزية: James Frey) (و. 1969  م) هو كاتب، وكاتب سيناريو، ومدون، وكاتب خيال علمي أمريكي، ولد في كليفلاند، أوهايو.

## التعليم
تعلم في جامعة دنيسون ‏.

## وصلات خارجية
- جيمس فراي على موقع IMDb (الإنجليزية)
- جيمس فراي على موقع إن إن دي بي (الإنجليزية)
- جيمس فراي على موقع قاعدة بيانات الفيلم (الإنجليزية)
- جيمس فراي في قاعدة بيانات الأفلام على الإنترنت